# Distrito de Olleros (Huaraz)
El distrito de Olleros es uno de los doce distritos de la provincia de Huaraz, ubicado en el departamento de Ancash, en el Perú. Limita por el norte y por el oeste con el distrito de Huaraz; por el este con la provincia de Huari y; por el sur con la provincia de Recuay. 

## Historia
El distrito fue creado el 16 de octubre de 1933 mediante Ley n. º 7859, en el gobierno del Presidente Óscar R. Benavides.
En julio de 2017, se realizó un encuentro de la Asociación de Poetas y Escritores de Áncash en un anfiteatro de la población. Se llevaron a cabo actividades como la presentación de libros y ponencias de carácter cultural y social.

## Geografía
Su capital es el pueblo de Olleros. Con una altura de 3336 m s.n.m. Tiene una población estimada de 3000 habitantes. Está conformado de varios pueblos o caseríos como son:
- Huaripampa
- Canrey Chico
- Canrey Grande
- Yupanapampa
- Lloclla
- Arapa
- Ututupampa

## Autoridades

### Municipales
- 2011-2014[2]
  - Alcalde: Jabico Prudencio Robles Blacido, del Movimiento Nueva Izquierda (MNI).
  - Regidores: Clemente Fitero Trejo León (MNI), Felisa Juliana Espinoza Morales (MNI), Abiliano Hermogenes Depaz Calvo (MNI), Maximino Quiñones Alvarado (Somos Perú), Anatolia Julca Rojas (Movimiento Regional Independiente Cuenta Conmigo).

### Religiosas
- Obispo de Huaraz: Mons. José Eduardo Velásquez Tarazona (2004- )

## Festividades
- Semana Santa
- Señor de Santa Cruz